# Línea 2 (Bus Castellón)
La línea 2 del Transport Urbà de Castelló (TUCS) une el Polideportivo Ciudad de Castellón con el Hospital General. Tiene los mismos destinos que la línea 1 pero con otro trazado, en este caso por la parte oeste de la ciudad.

## Frecuencias
| Ambos sentidos                | Ambos sentidos                           | Ambos sentidos |
| Día                           | Horario                                  | Frecuencia     |
| ----------------------------- | ---------------------------------------- | -------------- |
| De lunes a viernes laborables | IDA: 07:05 a 20:45 VUELTA: 07:35 a 21:15 | 20'            |
| Sábados laborables            | IDA: 07:10 a 20:40 VUELTA: 07:40 a 21:10 | 30'            |

## Recorrido
| Dirección HOSPITAL GENERAL                  | Dirección HOSPITAL GENERAL                   | Dirección HOSPITAL GENERAL |
| N.º                                         | Parada                                       | Enlaces                    |
| ------------------------------------------- | -------------------------------------------- | -------------------------- |
|                                             | POLIDEPORTIVO CIUDAD DE CASTELLÓN            |                            |
|                                             | C/ Músico Pascual Asencio Hernández, 3       |                            |
|                                             | Avda. Valencia - Gº Virgen del Lidón         |                            |
|                                             | Avda. Valencia - Pza. La Libertad            |                            |
|                                             | Avda. Valencia, 27                           |                            |
|                                             | Ronda Mijares, 109                           |                            |
|                                             | Ronda Mijares, 87                            |                            |
|                                             | Ronda Mijares, 35                            |                            |
|                                             | Ronda Mijares, 13                            |                            |
|                                             | Ronda Magdalena, 10                          |                            |
|                                             | Ronda Magdalena, 38                          |                            |
|                                             | Ronda Magdalena (Capuchinos)                 |                            |
|                                             | Ronda Magdalena (Pza. Columbretes)           |                            |
|                                             | Ronda Magdalena (Pza. Teodoro Izquierdo)     |                            |
|                                             | Avda. Benicasim (4-A)                        |                            |
|                                             | Avda. Benicasim - Pol. ind. Estadio          |                            |
|                                             | Cuadra Borriolenc                            |                            |
|                                             | Avda. Castell Vell                           |                            |
|                                             | HOSPITAL GENERAL (Avda. Castell Vell, 74)    |                            |
| Dirección POLIDEPORTIVO CIUDAD DE CASTELLÓN |                                              |                            |
| N.º                                         | Parada                                       | Enlaces                    |
|                                             | HOSPITAL GENERAL (Avda. Castell Vell, 74)    |                            |
|                                             | HOSPITAL GENERAL                             |                            |
|                                             | Avda. Benicasim - Polígono Estadio           |                            |
|                                             | Estadio Castalia                             |                            |
|                                             | Ronda Magdalena, 105                         |                            |
|                                             | Ronda Magdalena, 65                          |                            |
|                                             | Ronda Magdalena, 41                          |                            |
|                                             | Ronda Magdalena - Colegio Cervantes          |                            |
|                                             | Paseo Ribalta (impares)                      |                            |
|                                             | C/ Rep Argentina (Hospital provincial)       |                            |
|                                             | C/ República Argentina (Plaza Pintor Porcar) |                            |
|                                             | Avda. Valencia, 28                           |                            |
|                                             | Avda. Valencia - Pza. La Libertad            |                            |
|                                             | Avda. Valencia, 110                          |                            |
|                                             | C/ Músico Pascual Asencio Hernández, 4       |                            |
|                                             | C/ Músico Pascual Asencio Hernández, 42      |                            |
|                                             | POLIDEPORTIVO CIUDAD DE CASTELLÓN            |                            |